# Цибуж (Вармінсько-Мазурське воєводство)
Цибуж (пол. Cibórz) — село в Польщі, у гміні Лідзбарк Дзялдовського повіту Вармінсько-Мазурського воєводства.
Населення — 381 особа (2011).

## Демографія
Демографічна структура станом на 31 березня 2011 року:
|          | Загалом | Допрацездатний вік | Працездатний вік | Постпрацездатний вік |
| -------- | ------- | ------------------ | ---------------- | -------------------- |
| Чоловіки | 197     | 32                 | 154              | 11                   |
| Жінки    | 184     | 35                 | 114              | 35                   |
| Разом    | 381     | 67                 | 268              | 46                   |